# Torre dels Gats (Cabanes)

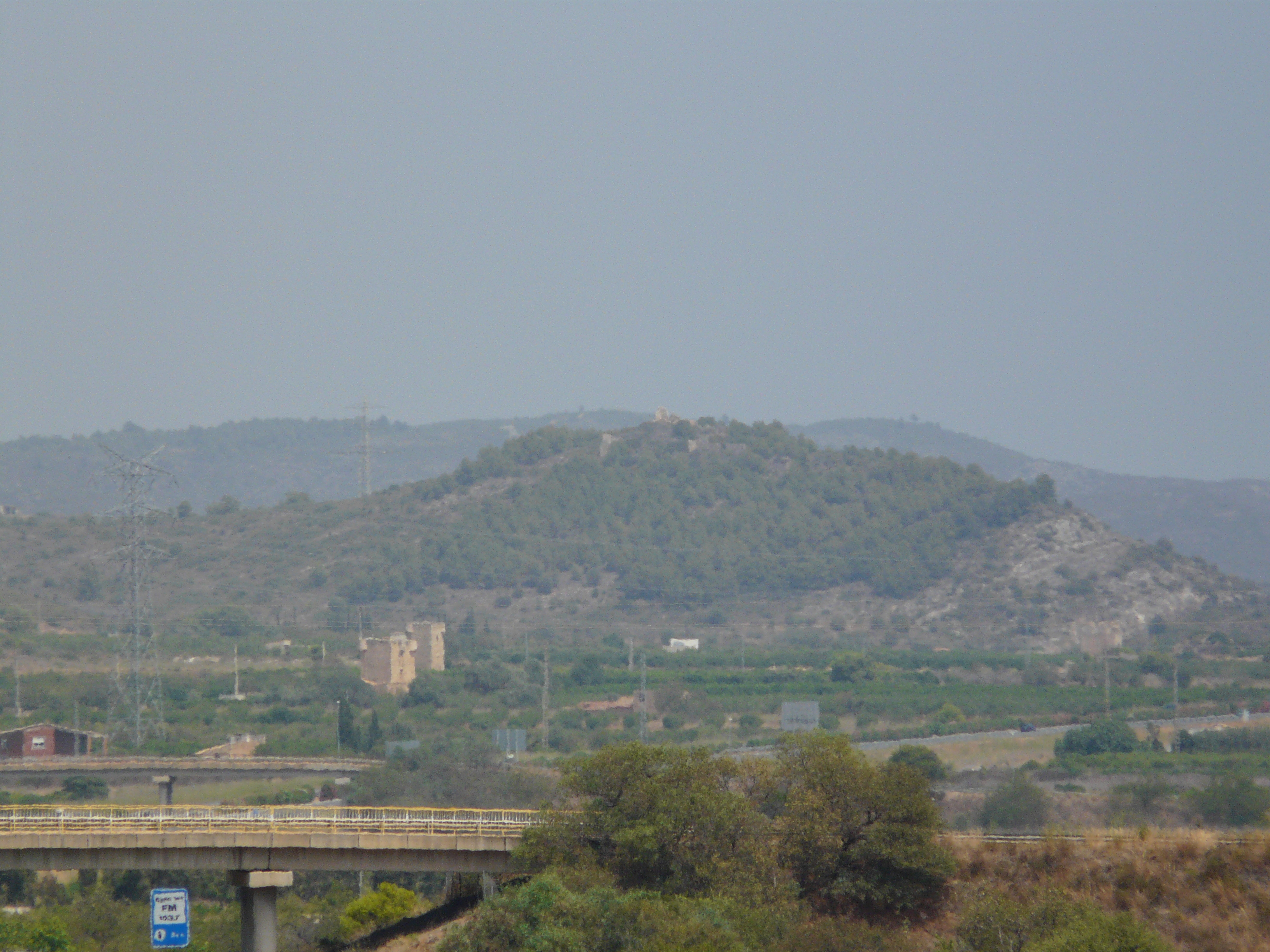
Vista de l'àrea de l'indret d'Albalat dels Ànecs. El Castell d'Albalat, a la part alta del turó. L'Ermita d'Albalat, al peu est del mateix turó. La Torre Carmelet i la Torre dels Gats, a la plana.

La Torre dels Gats, anomenada també Torre Falcó, se situa en el conegut com "Camí de les Torres", per trobar-se en ell diverses de les torres de sentinella que es troben disperses per la Ribera de Cabanes, així com conduir també a l'ermita fortificada d'Albalat i al  Castell d'Albalat, ambdues edificacions a l'àrea de l'antic assentament d'Albalat dels Ànecs, al terme municipal de Cabanes, a la comarca de la Plana Alta.
Pot datar-se als segles XV y xvi
Per declaració genèrica està catalogat com a Bé d'interès cultural, amb número d'anotació ministerial RI-51-0010753, i data d'anotació 24 d'abril de 2002.

## Descripció historicoartística
El seu nom es deu, per una banda pel sobrenom dels seus últims propietaris (Els Gats), i per altra pel cognom dels últims propietaris: Falcó.
Al segle xv, es produeix un despoblament de part de la zona del litoral de llevant, però malgrat això, seguien mantenint les zones de cultiu, que a vegades se sentien a la mercè dels pirates, en moltes ocasions, berberescos, que realitzen freqüents incursions a la costa. És per això que es va procedir a la fortificació de moltes de les masies existents en les zones agrícoles, tant costaneres com de zones de l'interior d'escassa població i defensa. Aquesta pot ser, segons l'opinió de molts autors, l'origen d'aquestes torres que es troben a la zona de la Ribera de Cabanes.
Es troba en una zona agrícola, envoltada de fruiters, i presenta una construcció, de fàbrica de maçoneria, adossada a aquesta, i que com en altres casos, és utilitzada com a magatzem agrícola, i que en l'actualitat serveix com punt d'accés a la torre.
Presenta característiques molt similars a les pròximes torres de "Carmelet", "La Sal" i "Del Carmen", situades també en la Ribera de Cabanes.
La torre té planta quadrada i tres altures, com totes les altres, i presenta, igual que la resta garites rodones en dues cantonades oposades. A la coberta s'aprecia una espitllera apaïsada. En la façana sud-est es poden veure dues finestres quadrades. La torre és de fàbrica de paredat, que es reforça en les cantonades i els marcs de la porta i finestra amb carreus.